# Martin Wein (Journalist, 1975)
Martin Wein (* 25. August 1975 in Essen) ist ein deutscher Journalist und Autor.

## Leben
Martin Wein wuchs in Essen, Aachen, Diepholz und Wilhelmshaven auf. Nach dem Abitur studierte er Geschichte, Politikwissenschaft und Neuere Deutsche Literaturwissenschaft und schrieb seine Magisterarbeit über die Geschichte privater Zirkusse in der SBZ und DDR. Nach dem Tageszeitungs-Volontariat und einer Tätigkeit als Redakteur der Wilhelmshavener Zeitung, promovierte er bis 2006 als Stipendiat der Friedrich-Ebert-Stiftung an der FernUniversität Hagen über die wechselvolle Entwicklung der Städte Wilhelmshaven und Rüstringen. Seither arbeitet Wein als freier Publizist für diverse regionale und überregionale Zeitungen. Als Sachbuchautor befasste er sich in einer achtbändigen Reihe mit den häufigsten deutschen Familiennamen. Weitere Bücher in zwei Buchreihen widmen sich lokalhistorischen Themen. Im Frühjahr 2011 erschien sein zweiter Roman „Das Opferfest“. Er lebt und arbeitet in Bonn.

## Werk
Autor
- Land hinter den Wellen. Roman. Isensee Verlag, Oldenburg 1996, ISBN 978-3-89598-407-5.
- Zirkus zwischen Kunst und Kader. Sozialistisches Zirkuswesen in der SBZ/DDR. Duncker & Humblot, Berlin, 2001, ISBN 978-3-428-10487-1.
- Stadt wider Willen. Kommunale Entwicklung in Wilhelmshaven / Rüstringen 1854–1937. Tectum Verlag, Marburg 2006, ISBN 978-3-8288-9201-9.
- Um drei an der K-W-Brücke, Geschichten und Anekdoten aus dem alten Wilhelmshaven. Wartberg Verlag, Gudensberg-Gleichen 2008, ISBN 978-3-8313-1907-7.
- Herein, wenn’s (k)ein Schneider ist! Wartberg-Verlag, Gudensberg-Gleichen 2009, ISBN 978-3-8313-2023-3.
- Jeder ist seines Glückes Schmidt! Wartberg-Verlag, Gudensberg-Gleichen 2009, ISBN 978-3-8313-2022-6.
- Mensch Meyer! Wartberg-Verlag, Gudensberg-Gleichen 2009, ISBN 978-3-8313-2021-9.
- Alles Müller! Wartberg-Verlag, Gudensberg-Gleichen 2009, ISBN 978-3-8313-2020-2.
- Voll Stoff Weber. Wartberg-Verlag, Gudensberg-Gleichen 2010, ISBN 978-3-8313-2027-1.
- Wagner gewinnt. Wartberg-Verlag, Gudensberg-Gleichen 2010, ISBN 978-3-8313-2026-4.
- Im Frühtau zu Becker. Wartberg-Verlag, Gudensberg-Gleichen 2010, ISBN 978-3-8313-2024-0.
- Frische Fischer. Wartberg-Verlag, Gudensberg-Gleichen 2010. ISBN 978-3-8313-2025-7.
- Süd-Pazifik. Fidschi, Cook- und Gesellschaftsinseln. Wiesenburg Verlag, Schweinfurt 2010, ISBN 978-3-942063-32-6.
- 1956 – Wir sind ein starker Jahrgang – Nur für Männer. Wartberg Verlag, Gudensberg-Gleichen 2010, ISBN 978-3-8313-2175-9.
- Jever, Schortens und das Wangerland. Verlag Soltau Kurier, Norden 2010, ISBN 978-3-939870-32-6.
- Das Opferfest. Ein Schauerroman. Verlag André Thiele, Mainz 2011, ISBN 978-3-940884-44-2.
- Nächster Halt, Wilhelmshaven. Geschichten und Anekdoten aus dem alten Wilhelmshaven. Wartberg Verlag, Gudensberg-Gleichen 2011, ISBN 978-3-8313-2139-1.
- Wilhelmshaven im Spiegel der Zeit. Mediaprint Infoverlag, Mering 2011, ISBN 978-3-9814153-3-9.
- Abenteuer im Eis. Island, Grönland, Patagonien und Antarktis. Wiesenburg-Verlag, Schweinfurt 2011, ISBN 978-3-942063-82-1.
- Teewiefkes und Wattläufer. Geschichten und Anekdoten aus Ostfriesland. Wartberg-Verlag Gudensberg-Gleichen 2011, ISBN 978-3-8313-2140-7.
- Bremen im Spiegel der Zeit. Mediaprint Infoverlag, Mering 2012, ISBN 978-3-9814153-9-1.
- Oldenburg im Spiegel der Zeit. Mediaprint Infoverlag, Mering 2013, ISBN 978-3-9816036-3-7.
- Nord-Pakistan. Zu Fuß durch den Karakorum. Wiesenburg Verlag, Schweinfurt 2013, ISBN 978-3-95632-187-0.
- Cuxhaven im Spiegel der Zeit. Mediaprint Infoverlag, Mering 2014, ISBN 978-3-9816036-8-2.
- Köln im Spiegel der Zeit. Mediaprint Infoverlag, Mering 2015, ISBN 978-3-9816036-6-8.
- Geboren ’75. Wartberg Verlag, Gudensberg-Gleichen 2015, ISBN 978-3-8313-2875-8.
- Bonn – Einfach Spitze!. Wartberg Verlag, Gudensberg-Gleichen 2015, ISBN 978-3-8313-2904-5.
- Bonn. Die Beethovenstadt. (Farbbildband), Wartberg Verlag, Gudensberg-Gleichen 2016, ISBN 978-3-8313-2762-1.
- Antarktis. Von Patagonien bis zur Packeisgrenze. Wiesenburg Verlag, Schweinfurt 2016, ISBN 978-3-95632-406-2
- Siegen im Wandel der Zeit. WIKOMMedia Verlag, Olching 2016, ISBN 978-3-944157-23-8.
- Wilhelmshaven. Die Seehafenstadt. Wartberg Verlag, Gudensberg-Gleichen 2017, ISBN 978-3-8313-2768-3.
- Wetzlar im Wandel der Zeit. WIKOMMedia Verlag, Olching 2018, ISBN 978-3-9819340-2-1.
- Reutlingen im Wandel der Zeit. WIKOMMedia Verlag, Olching 2019, ISBN 978-3-9819340-3-8.
- Worms im Wandel der Zeit, WIKOMMedia Verlag, Olching 2019, ISBN 978-3-9819340-1-4.
- Heidelberg – Geschichte im Wandel der Zeit, WIKOMMedia Verlag, Olching 2020, ISBN 978-3-9819340-5-2.
- Gießen im Wandel der Zeit, WIKOMMedia Verlag, Olching 2021, ISBN 978-3-9822308-3-2.
- Bonner Stadtgeschichten, WIKOMMedia Verlag, Olching 2021, ISBN 978-3-9822308-2-5.
- Tübingen im Wandel der Zeit, WIKOMMedia Verlag, Olching 2022, ISBN 978-3-9822308-8-7.
- Das Reisebuch Schweden. Die schönsten Ziele entdecken – Highlights, Naturwunder und Traumrouten, Bruckmann Verlag, München, 2023, ISBN 978-3-7343-3008-7.
- Magie des Nordens. Fantastische Reisen zu mystischen Orten in Skandinavien, Bruckmann Verlag, München 2024, ISBN 978-3-7343-3071-1.
- Roadtrips Schweden. Unvergessliche Traumrouten für den perfekten Urlaub mit Auto, Camper & Motorrad, Bruckman Verlag, München 2025, ISBN 978-3-7343-3183-1.

Mitautor
- Kursbuch 2010. Schülerlabore in Deutschland. Tectum Verlag, Marburg 2009, ISBN 978-3-8288-2120-0.
- Schülerlabor-Atlas 2019. Schülerlabore im deutschsprachigen Raum. Lernort Labor – Bundesverband der Schülerlabore e. V., Dänischenhagen 2019, ISBN 978-3-946709-03-9.